# Crepidorhopalon debilis
Crepidorhopalon debilis är en tvåhjärtbladig växtart som först beskrevs av Sidney Alfred Skan, och fick sitt nu gällande namn av Eb. Fischer. Crepidorhopalon debilis ingår i släktet Crepidorhopalon och familjen Linderniaceae. Inga underarter finns listade i Catalogue of Life.